# Gmina Mniów
Die Gmina Mniów ist eine Landgemeinde im Powiat Kielecki der Woiwodschaft Heiligkreuz in Polen. Ihr Sitz ist das gleichnamige Dorf mit etwa 2000 Einwohnern.

## Gliederung
Zur Landgemeinde (gmina wiejska) Mniów gehören folgende Ortschaften:
Baran
Baran-Gajówka
Borki
Chyby
Cierchy
Gliniany Las
Grzymałków
Kontrewers
Leśniówka
Lisie Jamy
Malmurzyn
Mniów
Mokry Bór
Olszyna
Pałęgi
Pępice
Piaski
Pielaki
Pieradła
Podchyby
Przełom
Rogowice
Serbinów
Skoki
Sośnina
Stachura
Straszów
Węgrzynów
Wiązowa
Wólka Kłucka
Zaborowice
Zachybie